# Бурлада
Бурлада, Бурлата (ісп. Burlada, баск. Burlata) — муніципалітет в Іспанії, у складі автономної спільноти Наварра. Населення — 18 595 осіб (2009).
Муніципалітет розташований на відстані близько 320 км на північний схід від Мадрида, 3 км на схід від Памплони.

## Демографія
Динаміка населення (INE ):

## Галерея зображень

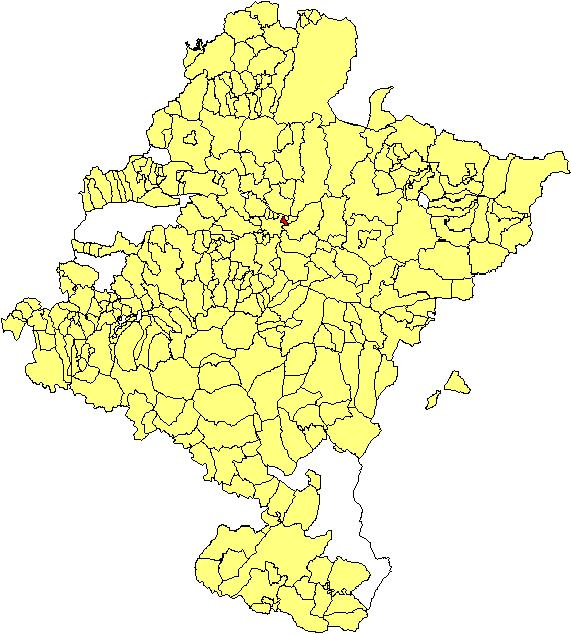
Розташування муніципалітету